# Marios Anagnostou
Marios Anagnostou (griechisch Μάριος Αναγνώστου, * 8. Oktober 1999) ist ein griechischer Leichtathlet, der sich auf den Langstreckenlauf fokussiert.

## Sportliche Laufbahn
Erste internationale Erfahrungen sammelte Marios Anagnostou im Jahr 2018, als er bei den U20-Weltmeisterschaften in Tampere in 31:15,43 min den 19. Platz im 10.000-Meter-Lauf belegte. Bei den Crosslauf-Europameisterschaften 2019 in Lissabon erreichte er nach 25:52 min Rang 37 im U23-Rennen und bei den U23-Europameisterschaften in Gävle belegte er in 29:36,64 min Platz 18. 2021 wurde er bei den U23-Europameisterschaften in Tallinn in 29:38,96 min Neunter über 10.000 m und belegte über 5000 m in 14:06,94 min den dritten Platz im B-Lauf. Im Dezember gelangte er bei den Crosslauf-Europameisterschaften in Dublin nach 25:54 min auf Rang 46 im U23-Rennen. Im Jahr darauf wurde er bei den Balkan-Hallenmeisterschaften in Istanbul in 8:00,41 min Vierter im 3000-Meter-Lauf. Im Juni belegte er bei den Freiluft-Balkan-Meisterschaften in Craiova mit 14:18,47 min den achten Platz über 5000 Meter und anschließend gelangte er bei den Mittelmeerspielen in Oran mit 14:17,20 min auf Rang zehn. Im Dezember wurde er bei den Crosslauf-Europameisterschaften in Turin nach 32:02 min 58. im Einzelrennen. 2023 gelangte er bei der 1. Liga der Team-Europameisterschaft im Rahmen der Europaspiele in Chorzów mit 14:17,29 min auf den 15. Platz über 5000 Meter und anschließend belegte er bei den Balkan-Meisterschaften in Kraljevo in 14:38,27 min den vierten Platz. Im Dezember wurde er bei den Crosslauf-Europameisterschaften in Brüssel nach 34:47 min 78. im Einzelrennen. Im Jahr darauf belegte er bei den Balkan-Hallenmeisterschaften in Istanbul in 8:17,67 min den fünften Platz über 3000 Meter. Im Juni wurde er bei den Europameisterschaften in Rom in 31:53,73 min 17. im B-Finale über 10.000 Meter.
In den Jahren 2019, 2021 und 2023 wurde Anagnostou griechischer Meister im 5000-Meter-Lauf sowie von 2020 bis 2023 über 10.000 Meter.

## Persönliche Bestleistungen
- 3000 Meter: 8:24,67 min, 17. Juli 2021 in Lamia
  - 3000 Meter (Halle): 8:00,41 min, 5. März 2022 in Istanbul
- 5000 Meter: 14:06,94 min, 10. Juli 2021 in Tallinn
- 10.000 Meter: 29:15,92 min, 28. Mai 2022 in Pacé